# Авдеев, Виктор Васильевич (химик)
Виктор Васильевич Авде́ев (род. 13 марта 1949, Кропоткин) — советский и российский химик, специалист в области химии высоких давлений и химии и технологии углеродных и композиционных материалов, химии интеркалированных соединений графита, фазового равновесия при высоком давлении. Доктор химических наук, профессор, заведующий кафедрой химической технологии и новых материалов химического факультета МГУ. Председатель Совета директоров НПО УНИХИМТЕК, Генеральный директор Института новых углеродных материалов и технологий.

## Биография
В 1972 году окончил МГУ. В 2000 году стал профессором по специальности «Неорганическая химия». С 2004 года — Заведующий кафедрой химической технологии и новых материалов. Результаты научно-исследовательских разработок, проведенных под руководством и при участии профессора Авдеева Виктора Васильевича, нашли широкое применение в ряде крупных корпораций ключевых отраслей промышленности: ОАО «Объединенная авиастроительная компания», ОКБ «Сухой», строительный комплекс Москвы, ЖКХ, РАО ЕЭС, Концерн «Росэнергоатом», ОАО «РЖД», Мосэнерго, МОЭК и др.
Это позволило Авдееву В. В. в короткие сроки создать НПО «Унихимтек»- динамично развивающуюся группу компаний. Основная цель которой — практическая реализация результатов полученных исследований и создания в России производства новых материалов на основе технологий переработки графита и других видов сырья. Потребителями продукции НПО «Унихимтек» стали более 10 000 предприятий в России и за рубежом.
В 2003 году «Унихимтек» получил поддержку Министерства промышленности, науки и технологий РФ в рамках конкурса важнейших инновационных проектов государственного значения. Проект компании «Разработка технологий и освоение серийного производства нового поколения уплотнительных и огнезащитных материалов общепромышленного применения» был успешно выполнен в 2003—2006 годах, за эти годы оборот группы компаний вырос в 3 раза, а величина налоговых выплат в бюджет за это время превысила сумму бюджетной субсидии.
Профессор В. В. Авдеев возглавляет созданный в 2003 году Институт новых углеродных материалов и технологий (ИНУМиТ), председателем Наблюдательного совета которого является ректор МГУ имени М. В. Ломоносова Садовничий Виктор Антонович.

## Научная деятельность
Развитие новых направлений в области неорганической химии и материаловедения — химии интеркалирования графита, в том числе и при высоком давлении, создание многофункциональных нано-слоистых и нано-модифицированных углеродных материалов, а также углеродных волокон и прекурсоров для создания аэрокосмической техники.
Под руководством Авдеева В. В. разработаны научные основы технологии получения окисленного графита и пенографита, разработан метод диспергирования углеграфитовых материалов с помощью «межмолекулярного взрыва» и способ получения низкоплотных углеродных материалов и изделий из пенографита методом «термохимического прессования».
Получено свыше 220 авторских свидетельств и патентов, опубликовано более 650 работ.

## Педагогическая деятельность
Курсы лекций:
- Спецкурс для студентов 4 курса химического факультета МГУ «Аппаратура и методы исследования фазовых превращений и химических реакций при высоких давлениях»,
- Лекции в общем курсе «Химическая технология» химического факультета МГУ.

## Общественная деятельность
Принимал участие в организации конференций:
- 2002, 2003, 2004, 2005 — Оргкомитет Международной конференции «Углерод; фундаментальные проблемы науки, материаловедение, технология»,
- 2001 — председатель оргкомитета конференции ISIC (11th International symposium on intercalation compounds).

## Награды и научное признание
2005 — Медаль в честь 250-я МГУ
… — Заслуженный профессор МГУ им. М. В. Ломоносова
- Лауреат выставок «Передовые технологии России»
- Медаль ордена «За заслуги перед Отечеством» II степени
- Орден Почёта (28 декабря 2020 года) — за заслуги в научно-педагогической деятельности, подготовке квалифицированных специалистов и многолетнюю добросовестную работу[1].